# H & M Body Corporation
Die H & M Body Corporation ist ein ehemaliges US-amerikanisches Karosseriebauunternehmen das Großserien für den Automobilbau herstellte.

## Beschreibung
Auslöser für die Gründung der Firma waren Lieferengpässe, unter denen die Autobauer Hupp Motor Car Company (Hupmobile) in Detroit (Michigan) und Mitchell Motors Company in Racine (Wisconsin) zu leiden hatten. Die H & M Body Corporation war folgerichtig ein Joint-Venture zwischen diesen beiden Firmen. Eine geeignete Fabrikanlage wurde in der Nähe des Mitchell-Werks in Racine zugekauft, gelegen an der Kreuzung Center Street / Washington Avenue. Geschäftsführer wurde G. W. Kerr, der Ende 1921 eine vergleichbare Position bei Rolls-Royce of America in Springfield (Massachusetts) hatte, wo er die hauseigene Karosserieabteilung leitete.
H & M Karosserien wurden in the white geliefert; d. h., dass der Empfänger Lackierung, Montage auf dem Fahrgestell und Endmontage selber besorgte. Abnehmer waren außer Hupmobile und Mitchell einige kleinere Automobilhersteller wie etwa Detroit Electric.
Am 1. August übernahm Hupmobile die Anlage komplett. Zu diesem Zeitpunkt hatte die Firma etwa 600 Mitarbeiter. Bereits 1922 erreichte das Werk seine Auslastungsgrenze mit 20.000 Karosserien. Hupmobile besorgte anderweitig zusätzliche Aufbauten und versuchte, die Produktionsanlagen der 1924 in Konkurs gegangenen Mitchell Motor Car Company zu ersteigern. Das misslang, den Zuschlag erhielt Willys-Overland. Hupmobile gab danach nicht nur seine Pläne für einen zweiten Standort in Racine auf. Als Folge einer neuen Strategie verkaufte man die H & M Body Corporation unter Wert an die Murray Corporation, die im Gegenzug für fünf Jahre Lieferung und Preis von Karosserien zusicherte. Murray war aus einer Reorganisation des vormaligen Hupmobile-Lieferanten C.R. Wilson Body Company hervorgegangen.
Der Deal mit Murray löste Hupmobiles Karosserieprobleme, Murray jedoch, mit Sitz in Detroit, hatte große Probleme mit der rentablen Führung des Betriebs und fand außer Hupmobile auch keine anderen Abnehmer. Wann genau das Werk geschlossen wurde, ist nicht klar.